# Christoph Paulus (Rechtswissenschaftler)
Christoph Georg Paulus (* 21. September 1952 in Sande) war Ordentlicher Professor für Bürgerliches Recht, Zivilprozess- und Insolvenzrecht sowie Römisches Recht an der Juristischen Fakultät der Humboldt-Universität zu Berlin, Direktor im Institut für Interdisziplinäre Restrukturierung (iir) e. V. sowie wiederholt Berater des Internationalen Währungsfonds (IWF) und der Weltbank.

## Leben
Paulus ist Sohn des Rechtswissenschaftlers Gotthard Paulus, der bis 1976 als Ordinarius für Bürgerliches Recht und Zivilprozessrecht an der Ludwig-Maximilians-Universität München unterrichtete. Ebendort studierte Paulus von 1973 bis 1977 Rechtswissenschaften, verbrachte seine Referendarzeit von 1978 bis 1980 im Oberlandesgerichtsbezirk München und wurde 1981 mit der Dissertation Richterliches Verfügungsverbot und Vormerkung im Konkurs zum Dr. jur. promoviert. An der University of California in Berkeley erwarb er 1983/1984 den akademischen Grad eines Master of Laws, und an der Ludwig-Maximilians-Universität habilitierte er sich 1991 mit der Arbeit Die Idee der postmortalen Persönlichkeit im römischen Testamentsrecht – zur rechtlichen und sozialen Bedeutung einzelner Testamentsklauseln.
In den Jahren 1990 bis 1993 vertrat Paulus mehrere Ordentliche Professuren für Bürgerliches Recht und Zivilprozessrecht an den Universitäten von Berlin (Technische Universität), Heidelberg und Saarbrücken.
Paulus wurde 1992 zum außerordentlichen Professor für Bürgerliches Recht und Zivilprozessrecht an der Universität Augsburg berufen, wechselte 1994 an die Humboldt-Universität zu Berlin und lehrte dort bis ins Wintersemester 2018/2019 als Ordentlicher Professor für Bürgerliches Recht, Zivilprozess- und Insolvenzrecht sowie Römisches Recht.
Zwischen 2004 und 2008 war er Dekan für Internationale Programme und von 2008 bis 2010 Dekan der Juristischen Fakultät der Humboldt-Universität zu Berlin.

## Beratertätigkeiten
1998 war Paulus als Berater des Internationalen Währungsfonds (IWF) in Washington, D.C. tätig und arbeitete dort an Grundprinzipien und Rechtsetzungsrichtlinien für Insolvenzverfahren. Für den IWF war er darüber hinaus auch als Berater bei den Arbeiten für ein Insolvenzverfahren für Staaten (Sovereign Debt Restructuring Mechanism = SDRM) einbezogen. Außerdem hat er für den IWF die Insolvenzgesetze mehrerer Transitionsländer überprüft.
Im Jahr 2006 war Paulus als Berater der Weltbank erneut in Washington, D.C. tätig und arbeitete dort zu verschiedenen Insolvenzrechtsfragen.
Ebenfalls seit 2006 war Paulus Berater der Deutschen Delegation während der UNCITRAL-Sitzungen in New York und Wien anlässlich der Entwicklung eines Konzerninsolvenzrechts (bis 2011).

## Weitere berufliche Aktivitäten
Anlässlich der Jahrestagung von Vereinigung von Insolvenzexperten INSOL Europe in Paris wurde Paulus am 26. September 2013 zum Chair of the Academic Forum ernannt. Er war dies bis zur Jahrestagung in Cascais 2016.
Paulus war als Gastprofessor an verschiedenen Universitäten tätig: Brooklyn Law School in New York/USA, Università Commerciale Luigi Bocconi in Mailand/Italien, University of the Western Cape in Kapstadt/Südafrika, Izmir University of Economics in der Türkei, University of Sydney in Australien, Lomonossov Universität Moskau und der Université Panthéon-Assas in Paris (II)/Frankreich. Des Weiteren ist er Mitglied des externen Lehrkörpers des MBL-Programms (Master of Business Law) der Universität St. Gallen/Schweiz.
Paulus sitzt im Herausgeberbeirat der Zeitschriften ZIP (Zeitschrift für Wirtschaftsrecht);  Norton Annual Review of International Insolvency; IILR (International Insolvency Law Review); Law and Economics Yearly Review; RIW (Recht der Internationalen Wirtschaft).
Seit Dezember 2018 ist Paulus Associate Member of South Square, London, seit 1. September 2019 Of Counsel bei der Anwaltskanzlei White & Case, Berlin.

## Auszeichnungen
Von 1989 bis 1990 war Paulus als Feodor-Lynen-Stipendiat der Alexander-von-Humboldt-Stiftung in Berkeley, Kalifornien (USA). 1993 wurde ihm für seine Habilitationsschrift die Medaille der Universität Paris II im Rahmen des internationalen Wettbewerbs Gerard Boulvert verliehen.

## Mitgliedschaften
Paulus ist Mitglied
- des International Insolvency Institute (seit 2000)
- des American College of Bankruptcy (seit 2004)
- der International Association of Procedural Law (seit 2005)
- der International Academy of Commercial and Consumer Law (seit 2006)
- der Europäischen Akademie der Wissenschaften und Künste (seit 2016)

und außerordentliches Mitglied des Instituto Iberoamericano de Derecho Concursal